# Uetze
Uetze est une commune allemande située en Basse-Saxe, dans la Région de Hanovre.

## Quartiers
- Dedenhausen.